# Tågrån
Tågrån är en typ av rån där man försöker stjäla pengar eller varor som fraktas med tåg. De var vanligare förr än i dag och förekom framför allt i vilda västern. Med kombinationslås var det svårare att få upp ett kassaskåp, men med dynamit blev det enklare att få upp kassaskåpen och råna tåget.
I westernfilmer ser man ibland tågrån där rånaren rider på häst bredvid järnvägen och hoppar in i tåget från hästsadeln. I verkligheten var detta ovanligt, däremot brukade de antingen ta sig in i tåget och vänta på ett bra tillfälle att råna, eller stoppa tåget, försöka spåra ur det och sedan påbörja rånet.
Bland berömda tågrånare finns Bill Miner, Jesse James, Bröderna Dalton och Butch Cassidy. Jesse James misstas ibland för att ha gjort det första framgångsrika tågrånet i vilda västern, då James-Younger-gänget den 21 juli 1873 tog 3 000 USD vid Rock Island Railroad. Detta efter att de spårat ur tåget sydväst om staden Adair, Iowa. Dock gjordes det första tågrånet i fredstid i USA den 6 oktober 1866, då rånarna tog sin in i tåget mellan Ohio och Mississippi strax efter det att det lämnat Seymour, Indiana. De bröt sig in i kassaskåpet, tippade ned det från tåget och hoppade därefter av. Pinkerton National Detective Agency beskyllde dock Renogänget för brottet. Det gjordes dock ett tidigare tågrån i maj 1865, men eftersom det utfördes av beväpnade gerillamedlemmar och inträffade strax efter det nordamerikanska inbördeskriget räknas det inte som det första tågrånet i fredstid i USA.

## Simrishamnsrånet
Ett uppmärksammat tågrån i Sverige genomfördes den 18 mars 1907 på linjen mellan Staffanstorp och Djurslöv, på Malmö-Simrishamns Järnvägar (MSJ). Axel Vilhelm Johannesson Fors (1880-1967) hoppade tillsammans med sin kamrat Johan Alfred Fredriksson Friberg (1880-1961) upp på ett tåg mot Malmö och tvingade till sig värdeposten. De fick tag i 5 000 kr, men missade 15 000 kr i ett brev. Postiljonen Johannes Almén sköts mellan ögonen men överlevde. De två rånarna kastade sig av tåget i farten och försvann i mörkret men greps senare. Vid rättegången dömdes de till livstids straffarbete och skadestånd till Postverket och till den skadade Almén. De frigavs efter 18 år. Rånbytet förblev försvunnet och det är okänt om skadestånden betalades.
Postiljon Almén levde sitt liv med tre kulor i kroppen fram till sin död 1949 då de plockades ut. Det befanns då att kulorna hade fel kaliber och därför fått långt mindre kraft än avsett. Almén testamenterade kulorna till Postmuseum, där de finns som ett inslag i samlingarna.

## Berömda tågrån
- Stora guldrånet, London-Paris, 1855
- Bezdanyraiden, nuvarande Litauen, 1908
- Kakoritågrånet, Indien, 1925
- Stora tågrånet, Storbritannien, 1963